# Hvozdná
Hvozdná är en ort i Tjeckien.   Den ligger i regionen Zlín, i den östra delen av landet, 260 km öster om huvudstaden Prag. Hvozdná ligger 287 meter över havet och antalet invånare är 1 075.
Terrängen runt Hvozdná är kuperad österut, men västerut är den platt. Runt Hvozdná är det ganska tätbefolkat, med 72 invånare per kvadratkilometer. Närmaste större samhälle är Zlín, 6,4 km väster om Hvozdná. I omgivningarna runt Hvozdná växer i huvudsak blandskog.